# Фаниполь
Фа́ниполь (бел. Фа́ніпаль) — город районного подчинения в составе Дзержинского района Минской области Беларуси. Находится на железнодорожной линии Минск — Барановичи (действует одноимённая станция), недалеко от города проходит автомобильная трасса М1 (Минск — Брест). Город расположен в 15 километрах от Дзержинска и 16 километрах от Минска. Город—спутник Минска.
Численность населения — 18 684 человек (на 1 января 2025 года).

## Геральдика
Герб учреждён Указом Президента Республики Беларусь от 20 ноября 2006 года № 691 и зарегистрирован в Государственном геральдическом регистре 22 ноября 2006 года № Б-103. Одобрен решением Фанипольского городского Совета депутатов от 30 сентября 2003 года № 16.

## География
Город расположен в 24 км юго-западнее города Минска по железнодорожной и автомобильной магистралям Брест — Москва на водоразделе рек Птичи и Немана, на одинаковом расстоянии как от минской кольцевой дороги, так и от города Дзержинска — 13 км.

## История

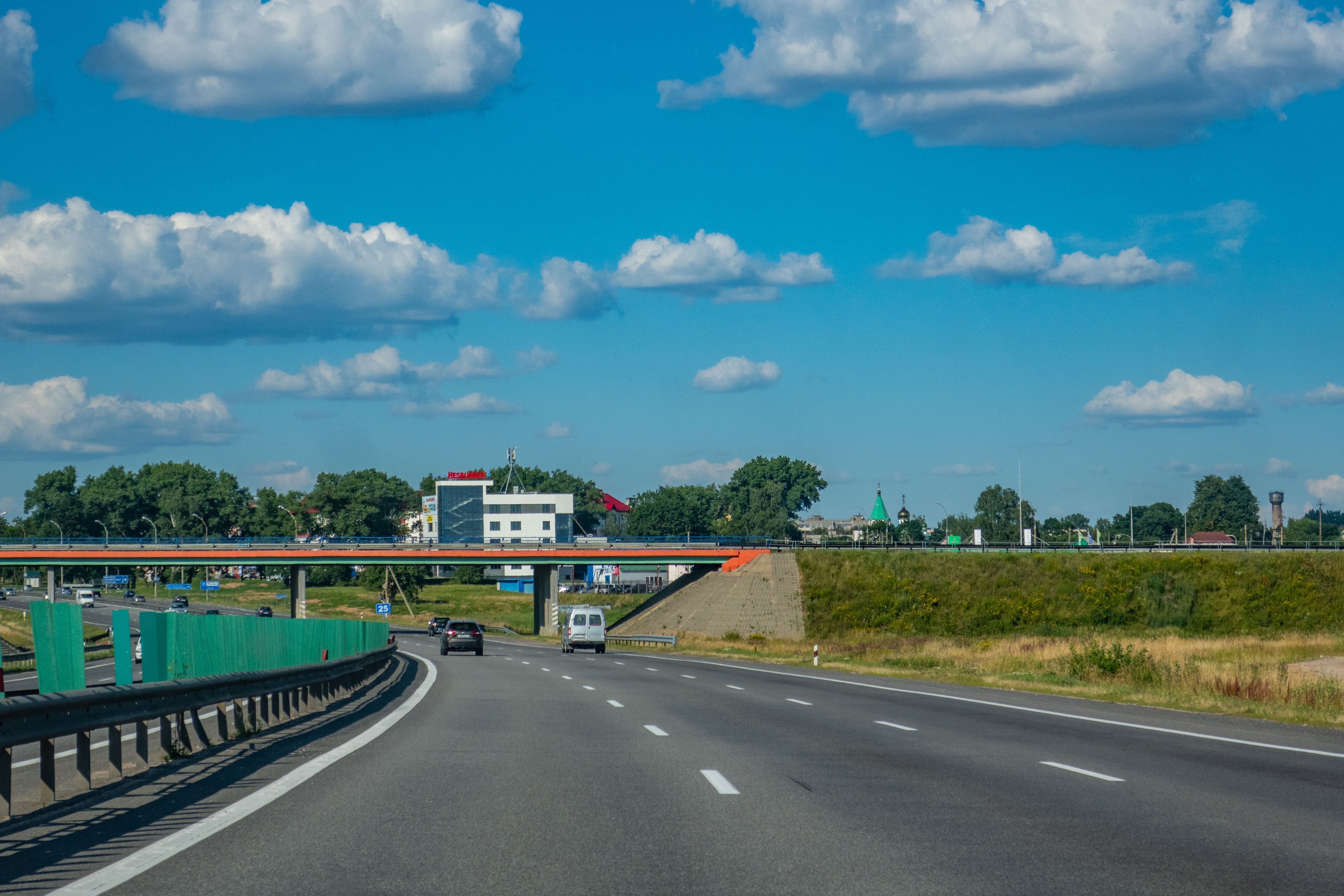
Брестское шоссе в окрестностях города

Впервые Фаниполь упоминается как фольварок, согласно документам Национального исторического архива Беларуси, в составе Самохваловичской волости Минского повета, во владении Богдашевских и Энельфельдтов. Современное название известно с конца XIX века, по легенде, происходит от имен дочерей местного землевладельца Богдашевского — Фани и Поли, согласно «Краткому топонимическому словарю», название происходит от женского имени Фаня (Феония или Евфиминия) в сочетании с формантом -поль. В 1870 году начал работу железнодорожный вокзал в Фаниполе. В 1871 году в Фаниполе начала действовать железнодорожная станция «Токаревская» на Московско-Брестской железной дороге, 9 августа 1876 года железнодорожная станция «Токаревская» была переименована в железнодорожную станцию «Фаниполь». В 1897 году, согласно данным, полученным в ходе первой всероссийской переписи на железнодорожной станции проживали 23 жителя, в колонии при станции насчитывалось 10 домохозяйств, 27 жителей, работали корчма и две лавки, в имении Фаниполь — 5 дворов, 67 жителей, где работала ветряная мельница, в ближайшей лесной сторожке — 1 двор и 5 жителей. В 1917 году на железнодорожной станции было 26 дворов, проживали 102 жителя; в имении — 142 жителя.

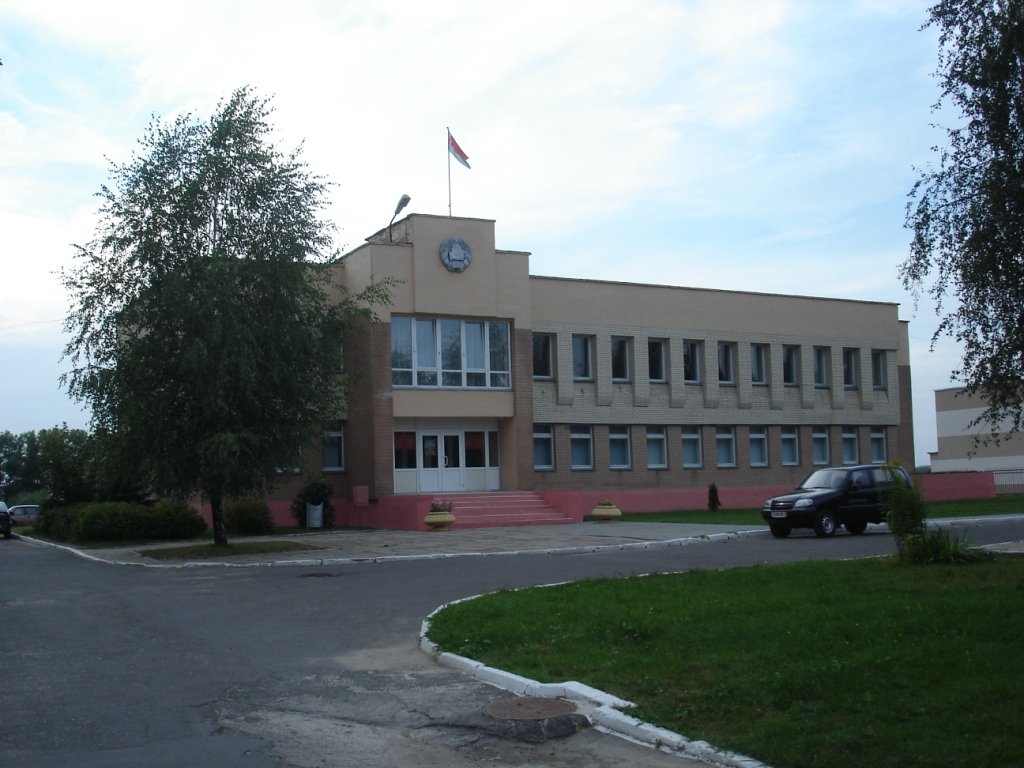
Здание городского исполкома и горсовета

1 ноября 1917 года (по старому стилю), во время Октябрьской революции железнодорожники станции помогли провести бронепоезд во главе с В.А. Пролыгиным на помощь революционному Минску. В 1920 году на станции Фаниполь организован трест свиноводческих совхозов «Свиновод», который имел 1284 га земли, 1568 га сельскохозяйственных угодий, на котором работали 75 рабочих (в 1931 году — 195 рабочих). С 20 августа 1924 года в составе Гричинского сельсовета Самохваловичского района Минского округа. С 23 марта 1932 года в составе Фанипольского польского национального сельсовета, который являлся частью Дзержинского польского национального района. 31 июля 1937 года полрайон был упразднён и деревня была включена в состав Минского района. С 20 февраля 1938 года находится в составе Минской области, которая была образована после упразднения окружной системы деления Белорусской ССР. С 4 февраля 1939 года в составе восстановленного Дзержинского района. В годы коллективизации был организован колхоз, который был назван в честь Д.Ф. Фалько (затем — совхоз «Вязань»), который обслуживала Фанипольская МТС, созданная в 1937 году (в 1938 году — 8 тракторов, в 1941 году — 32 трактора, 7 комбайна, 4 служебных автомобиля и др. сельхозтехника).

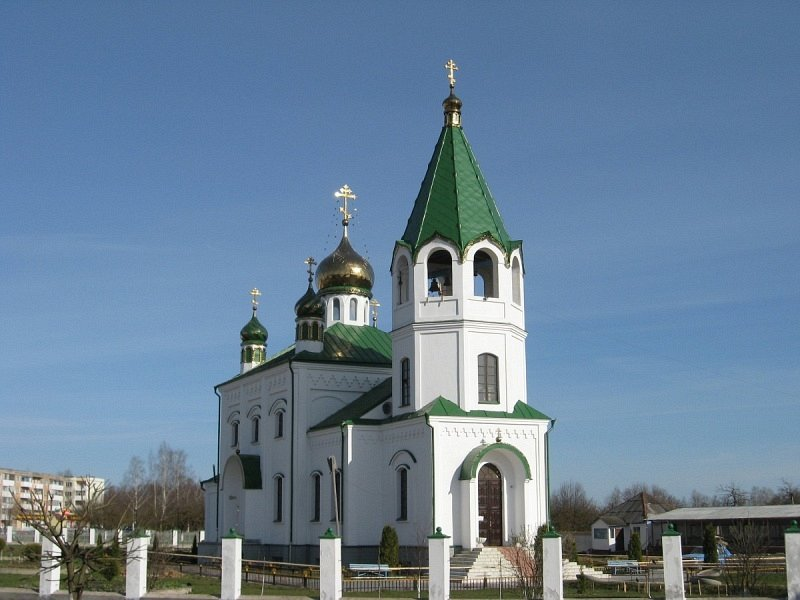
Православная Спасо-Вознесенская церковь

В годы Великой Отечественной войны с 28 июня 1941 по 6 июля 1944 года Фаниполь находился под немецко-фашистской оккупацией. Гитлеровцы создали здесь филиал Масюковщинского лагеря смерти. На фронте погибли 39 местных жителей, была разрушена железнодорожная станция, машинно-тракторная станция (после войны восстановлены). Под Фаниполем проходило множество сражений, о чём свидетельствуют памятники павшим солдатам. Так, на железнодорожном вокзале есть памятный камень с надписью о том, что во время боев на станции погибло более восьмисот человек. Фаниполь встречается в эссе Пимена Панченко, описывающего, как он и его сослуживцы во время Великой Отечественной войны раздобыли здесь топливо перед началом боёв за Минск.
С 16 июля 1954 года, Фаниполь — деревня и посёлок в составе и административный центр Фанипольского сельсовета, где в 1960 году проживали 94 жителя (деревня) и 625 жителей (посёлок). В 1958 году машинно-тракторная станция переоборудована в районную тракторную станцию. В 1965 году построен и введён в эксплуатацию первый завод в Фаниполе — единственный в Беларуси завод железобетонных мостовых конструкций. 29 апреля 1984 года посёлку и деревне присвоен статус посёлка городского типа. С 22 июня 1999 года Фаниполь является городом районного подчинения, образуя Фанипольский городской Совет. 20 ноября 2006 года был официально утверждён герб города. 4 октября 2012 года состоялось торжественное начало строительство завода по совместному производству со Stadler Rail AG (Швейцария) железнодорожного и электротранспорта.
10 августа 2014 года Фаниполю придан статус города-спутника Минска.

## Население
Численность населения — 18 684 человек (на 1 января 2025 года).
По состоянию на 1 января 2024 года в Фаниполе проживало 17 634 человека. 20,6% населения Фаниполя моложе трудоспособного возраста, 59,5% — в трудоспособном возрасте (самый высокий процент среди городов Минской области), 19,9% — старше трудоспособного возраста (существенно ниже среднего по области).
Численность населения:
| Численность населения (по годам) | Численность населения (по годам) | Численность населения (по годам) | Численность населения (по годам) | Численность населения (по годам) | Численность населения (по годам) | Численность населения (по годам) | Численность населения (по годам) | Численность населения (по годам) | Численность населения (по годам) | Численность населения (по годам) |
| 1897                             | 1909                             | 1917                             | 1960                             | 1989                             | 2006                             | 2008                             | 2009                             | 2010                             | 2011                             | 2014                             |
| -------------------------------- | -------------------------------- | -------------------------------- | -------------------------------- | -------------------------------- | -------------------------------- | -------------------------------- | -------------------------------- | -------------------------------- | -------------------------------- | -------------------------------- |
| 117                              | ↗208                             | ↗244                             | ↗719                             | ↗8729                            | ↗12 241                          | ↗12 527                          | ↗12 656                          | ↗12 731                          | ↗12 957                          | ↗13 826                          |
| 2015                             | 2016                             | 2017                             | 2018                             | 2019                             | 2021                             | 2022                             | 2024                             | 2025                             |                                  |                                  |
| ↗14 223                          | ↗15 198                          | ↗15 992                          | ↗16 444                          | ↗16 644                          | ↗17 507                          | ↘17 493                          | ↗17 634                          | ↗18 684                          |                                  |                                  |

| Национальный состав населения (на 2009 год) | Национальный состав населения (на 2009 год) | Национальный состав населения (на 2009 год) | Национальный состав населения (на 2009 год) | Национальный состав населения (на 2009 год) |
| Национальность (чел.)                       |                                             |                                             | %                                           |                                             |
| ------------------------------------------- | ------------------------------------------- | ------------------------------------------- | ------------------------------------------- | ------------------------------------------- |
| белорусы — 10 779 чел.                      |                                             |                                             | 84.75 %                                     |                                             |
| русские — 1 368 чел.                        |                                             |                                             | 10.76 %                                     |                                             |
| поляки — 196 чел.                           |                                             |                                             | 1.54 %                                      |                                             |
| украинцы — 178 чел.                         |                                             |                                             | 1.4 %                                       |                                             |
| другие — 135 чел.                           |                                             |                                             | 1.06 %                                      |                                             |
| всего — 12 656 чел.                         |                                             |                                             | 100.0 %                                     |                                             |

## Транспорт
У Фаниполя хорошая транспортная доступность с Минском и Дзержинском. Добраться до этих городов можно на маршрутных такси и на пригородных электропоездах, а также на автобусе. Существуют автобусные маршруты, связывающие Фаниполь и близлежащую деревню Бруморовщину. Внутригородских маршрутов нет.
В январе 2019 года был открыт нефтепродуктопровод, связавший Новополоцкий нефтеперерабатывающий завод на севере страны с хранилищем автомобильного топлива в Фаниполе.

### Дороги
Северо-западнее города проходит автотрасса Р1 Минск — Дзержинск. В непосредственной близости от города проходит участок М14 второй Минской кольцевой дороги (МКАД-2). В пяти километрах Фаниполя проходит трасса M1E 30 Козловичи (Брест) — Минск — граница России (Редьки).

## Экономика
Завод по совместному производству со Stadler Rail AG (Швейцария) железнодорожного и электротранспорта.

## Административное деление
Город разделен на 6 микрорайонов:
- Молодёжный;
- Северный;
- Центральный;
- Заводской;
- Южный
- Южный-2

## Образование
В городе шесть дошкольных учреждений, в которых обучается около 600 детей, Фанипольская музыкальная школа — 218 учащихся по специальностям: фортепиано,  аккордеон, цимбалы, скрипка, виолончель, класс духовых инструментов. В Фаниполе имеется средняя школа и гимназия. В Фанипольской гимназии и школе обучается более 3000 учащихся в обычных, профессиональных, гимназических и начальных и средних классах. Имеется городская библиотека, насчитывающая 2115 читателей, из них 895 студентов.

## Религия
В городе представлены различные конфессии, действует Свято-Вознесенская православная церковь (2005 года постройки) и католический костёл, действует молитвенный дом.